# Condat-sur-Trincou
Condat-sur-Trincou é uma comuna francesa na região administrativa da Nova Aquitânia, no departamento Dordonha. Estende-se por uma área de 16,35 km². Em 2010 a comuna tinha 488 habitantes (densidade: 29,8 hab./km²).